# Filep Mihály
Filep Mihály (Nemesbikk, 1822 – Gelej, 1866. január 24.) református lelkész.

## Élete
Nemesbikkről származott, apja földműves volt. A gimnáziumot Miskolcon, a teológiát Debrecenben végezte. Ezután Tiszatarjánba ment akadémiai promotióra, hol két évig, majd Miskolcra, hol négy évig káplánkodott; utolsó évében az ottani gimnáziumban a görög nyelv tanításával is megbizatott. Innét 1859-ben a geleji egyház választotta meg lelkészének.

## Munkái
- Buzgóság oltára. Imák és fohászok hiv keresztyének számára Miskolcz, 1855. (2. kiadás. Miskolc, 1870.)
- Köznapi imák négy hétre templomi használatra. Miskolcz, 1863.

Levelei Erdélyi Jánoshoz: Gelej, 1865. febr. 26. és márcz. 8. az Erdélyi Tárban.
Cikkeket és elbeszéléseket irt a Falu Könyvébe (1851), a Hölgyfutárba (1854), a Vasárnapi Ujságba (1856., 1861., 1863.), a Sárospataki Naptárba (1857. 1859–60.), a Kazinczy Emlénybe (Miskolcz, 1860. Emlékbeszéd) és a Sárospataki Füzetekbe (1860–63. 1865.